# Абзу

Клинописный символ-обозначение Абзу

Абзу́ (аккад. Апсу́, др.-греч. Ἀπασών); также шум. Энгурра (аккад. Энгур) — в шумеро-аккадской мифологии мировой океан подземных пресных вод, окружающий землю. Ассоциировался с плодовитостью и считался источником всех ручьев, рек, озёр и других пресных водоемов.

## Космология
Согласно космологическим представлениям шумеров, Абзу располагался ниже земли («ма») и подземной бездны («кур»), в потаенном месте, куда не могут заглянуть даже боги. Владыкой Абзу считался бог мудрости Энки, обитавший в подземном океане до сотворения людей. В Абзу хранились божественные «мэ» и работали помощники Энки — мудрецы Абгаллу. Там же, согласно аккадским верованиям, обитали жена Энки Дамгальнуна (именовавшаяся «царицей Апсу»), его мать Намму и многие другие его домочадцы и слуги.

## Мифология
В аккадском космогоническом эпосе «Энума элиш» Апсу представляется как стихия, из соединения которой с пучиной Тиамат (океан солёных вод) возникли Земля и Небо и были созданы боги старшего поколения.
Когда вверху не названо небо,
А суша внизу была безымянна,
Апсу первородный, всесотворитель,
Праматерь Тиамат, что все породила.
Воды свои воедино мешали,
Тростниковых загонов тогда еще не было,
Когда из богов никого еще не было,
Ничто не названо, судьбой не отмечено,
Тогда в недрах зародились боги,
Явились Лахму и Лахаму и именем названы были.«Энума элиш», I.1—10.
Молодое поколение богов раздражает Апсу своим поведением, и он вместе с Мумму хочет уничтожить их. Но Энки усыпляет и убивает Апсу, и затем возводит над ним жилище «апсу», где зачинает Мардука.
В мифе «Энки и Нинмах» Энки поручает своей супруге, богине-матери Нинмах, вылепить из глины, «взятой из самой сердцевины Абзу», первого человека; ср. Адам.

## Культ
Храм Энки в городе Эриду носил название «Абзу» или «дом Энгурры» и располагался на краю болота (которое в шумерском языке также называлось «абзу»). Позже это название было перенесено на храм Энки в Уре. Словом «апсу» впоследствии именовались резервуары со святой водой во дворах вавилонских и ассирийских храмов, схожие по функциям с миквот в иудаизме, крестильными купелями в христианских церквях и мусульманскими бассейнами для ритуального омовения.

## В популярной культуре
В 2016 г. компанией 505 Games выпущена видеоигра Abzû в жанре квест, создатели которой черпали вдохновение из шумерской мифологии и мифа о мировом океане.
Игровая зона под названием "Абзу" фигурирует в компьютерной игре-платформере Spelunky 2 (2020).
В честь Абзу была названая американская метал-группа Absu, играющая экстремальный метал.
В метроидвании Axiom Verge так же представлена локация Absu (Также, именуемая Энгуром, в других сюжетных источниках в самой игре), где расположена биомашина-русалка Эльзанова.